# مارتن ستيفنسون
مارتن ستيفنسون (25 مارس 1949 في المملكة المتحدة - ) (بالإنجليزية: Martin Stephenson)‏ هو لاعب كريكت بريطاني. لعب مع Cambridgeshire County Cricket Club ‏.

## وصلات خارجية
- مارتن ستيفنسون على موقع إي آس بي آن كريك إنفو (الإنجليزية)